# Friday Night Lights (микстейп)
Friday Night Lights — третий официальный микстейп американского рэпера Джея Коула (англ. J. Cole). Издан 12 ноября 2010 года. Предполагалось, что микстейп будет иметь название Villematic и будет содержать треки, которые уже были в сети, однако Cole решил предоставить своим фанатам совершенно новый материал После издания микстейпа, он стал вторым в списке наиболее запрашиваемых тем в поисковике Google.

## Продюсирование
Как всегда, большинство песен было спродюсировано самим Col’oм с помощью старых друзей Elite и Omen, лишь в нескольких песнях за бит отвечали Bink, Kanye West, L&X Music, Syience и Тимбалэнд.

## Информация о композициях
Бонусная песня «Looking for Trouble» была издана бесплатно 7 ноября 2010 года Канье Уэстом, как часть его серии G.O.O.D. Fridays, где каждую пятницу он издавал по одной песне до Рождества 2010 года.
Клип на песню «In the Morning» был снят во время концерта в Париже. J. Cole и Drake исполняли её вживую много раз во время тура Дрейкa Lights Dreams and Nightmares Tour.

## Профессиональные рецензии
Авторитетный интернет хип-хоп-портал AllHipHop дал оценку 10/10 (классика), что является очень редкой оценкой, сказав: «Friday Night Lights — это микстейп всего с несколькими промахами и ошибками. Cole грамотно подогрел интерес к своему дебютному альбому и одновременно сделал один из самых качественных микстейпов года. Является ли он номером один? Пока мы не знаем, но Friday Night Lights заставляет нас следить за этим парнем с особым вниманием». В том же духе высказывался Lost In The Sound, давший оценку микстейпу 88/100, сказав: «Friday Night Lights — это великолепная работа Cole, так как в новом микстейпе он продемонстрировал свои таланты как битмейкера, так и поэта».

## Список композиций
| №   | Название                                                                                         | Продюсер (ы)                                | Длительность |
| --- | ------------------------------------------------------------------------------------------------ | ------------------------------------------- | ------------ |
| 1.  | «Friday Night Lights» (Intro)                                                                    | J. Cole                                     | 1:45         |
| 2.  | «Too Deep for the Intro»                                                                         | J. Cole                                     | 3:45         |
| 3.  | «Before I'm Gone»                                                                                | J. Cole                                     | 4:24         |
| 4.  | «Back to the Topic» (Freestyle)                                                                  | Mario Winans, Carmelo Famouss, Bryan M. Cox | 3:00         |
| 5.  | «You Got It» (при участии Wale)                                                                  | J. Cole                                     | 4:47         |
| 6.  | «Villematic»                                                                                     | Bink                                        | 3:13         |
| 7.  | «Enchanted» (при участии Omen)                                                                   | J. Cole, Omen                               | 4:11         |
| 8.  | «Blow Up»                                                                                        | J. Cole                                     | 5:00         |
| 9.  | «Higher»                                                                                         | J. Cole                                     | 3:49         |
| 10. | «In the Morning» (при участии Drake)                                                             | L&X Music                                   | 3:54         |
| 11. | «2Face»                                                                                          | Syience                                     | 4:46         |
| 12. | «The Autograph»                                                                                  | J. Cole                                     | 3:43         |
| 13. | «Best Friend»                                                                                    | Timbaland                                   | 3:25         |
| 14. | «Cost Me a Lot»                                                                                  | J. Cole                                     | 3:18         |
| 15. | «Premeditated Murder»                                                                            | J. Cole                                     | 3:54         |
| 16. | «Home for the Holidays»                                                                          | J. Cole                                     | 3:55         |
| 17. | «Love Me Not»                                                                                    | J. Cole                                     | 3:31         |
| 18. | «See World»                                                                                      | Elite, J. Cole                              | 4:14         |
| 19. | «Farewell»                                                                                       | J. Cole                                     | 3:32         |
| 20. | «Looking for Trouble» (при участии Kanye West, Pusha T, Big Sean & Cyhi Da Prynce) (Bonus Track) | Kanye West                                  | 5:35         |

Список позаимствованных треков:
- «Too Deep for the Intro» засемплирован «Didn’t Cha Know» — Erykah Badu.
- «Back to the Topic» засемплирован «Must be Love» — Cassie.
- «You Got It» засемплирован «Neon Valley Street» — Janelle Monáe и интерполяция «Hypnotize» — Notorious B.I.G.
- «Villematic» засемплирован «Devil in a New Dress» — Kanye West
- «Enchanted» интерполирован «Hail Mary» by 2Pac.
- «Blow Up» засемплирован «Hocus Pocus» — Focus
- «In the Morning» интерполирован «Can I Get A» — Jay-Z
- «The Autograph» засемплирован «Julie» — The Class-Set.
- «Best Friend» засемплирован «Best Friends» — Missy Elliott.
- «Cost Me a Lot» засемплирован «My Man» -Billie Holiday и интерполяция «Don’t Take It Personal (Just One of Dem Days)» — Monica.
- «Home for the Holidays» интерполирован «Wanksta» — 50 Cent
- «Love Me Not» засемплирован «My Cherie Amour» — Stevie Wonder.
- «See World» засемплирован «Living Inside Your Love» — Earl Klugh и «Pain» — 2Pac.
- «Farewell» засемплирован «So Fresh, So Clean» — OutKast.
- «Looking for Trouble» засемплирован «Blue Dance Raid» — Steel Pulse и «Bubble Music» — Cam’Ron.

## Дополнительные ссылки
- J. Cole Blog
- J. Cole — Friday Night Lights Mixtape